# Farumea
Farumea ist ein osttimoresischer Ort in der Aldeia Aidabaleten (Suco Aidabaleten, Verwaltungsamt Atabae, Gemeinde Bobonaro). Er liegt in einer Meereshöhe von 418 m.
Das Dorf Farumea befindet sich im Nordosten der Aldeia. Straßen führen von hier nach Westen, vorbei am Weiler Letelaran, nach Damlaran/Ramelaran, nach Süden in das Nachbardorf Aidabaleten und nach Norden in den Suco Rairobo.